# 壱・センチャイジム
壱・センチャイジム（イッセイ・センチャイジム、1997年8月15日 - ）は、日本の男性ムエタイ選手、キックボクサー。
本名は、与那覇壱世（よなはいっせい）。沖縄県出身。センチャイムエタイジム所属。第4代KNOCK OUT-REDスーパーバンタム級王者、元ルンピニージャパン・バンタム級王者。サウスポー。職業・イケメン。入場曲はTHE ALFEEの『星屑のディスタンス』

## 来歴
5歳のとき、真樹道場沖縄支部に入門。
沖縄県立陽明高等学校に入学し、ボクシング部に入部。県大会優勝、高校総体ベスト8の実績を残す。階級はバンタム級。
19歳のとき、真樹道場の安里支部長（真樹ジムオキナワの安里昌明会長）の勧めにより、センチャイムエタイジムに入門。アマ時代の戦績は、6戦6勝5KO無敗。
2017年11月27日、プロデビュー。
2018年11月25日、MuaythaiOpen43で行われたルンピニージャパン・バンタム級タイトルマッチで小嶋勇貴と対戦し、判定勝利【3-0】。プロ7戦目で王座を獲得した。
2019年７月28日、KNOCK OUT CLIMAX 2019 SUMMER KICK FEVERで元J-NETWORKスーパーバンタム級王者の炎出丸と対戦し、判定勝利【3-0】。
2019年11月1日、KNOCK OUT 2019 BREAKING DAWNで新日本キックボクシング協会の第6代日本フライ級王者＆第12代日本バンタム級王者HIROYUKIと対戦し、判定勝利【3-0】。
2019年12月1日、MuaythaiOpen47で行われたルンピニージャパン＆MuayThaiOpenバンタム級王座統一戦で岩浪悠弥と対戦し、KO負けを喫した。
2021年1月18日、第7回岡山ジム主催興行で岩浪悠弥と再戦し、判定勝利【3-0】。
2022年11月19日、KNOCK OUT 2022 vol.7で行われた第2代KNOCK OUT-REDスーパーバンタム級王座決定トーナメント・決勝で森岡悠樹と対戦し、判定勝利【3-0】、第2代KNOCK OUT-REDスーパーバンタム級王者に。
2023年8月6日、KNOCK OUT 2023 vol.3で行われたKNOCK OUT-REDスーパーバンタム級タイトルマッチで古村光と対戦し、判定負け【1-2】、王座陥落となった
2023年11月5日、オープンフィンガーグローブ（OFG）使用によるヒジ打ちありのREDルールで実施されたKNOCK OUT 2023 vol.5 “RED ZONE”で片島聡と対戦し、判定勝利【3-0】。
2023年12月9日、KNOCK OUT 2023 vol.6で行われた第9試合で、自身初となるBLACKルールにて古木誠也（G1 TEAM TAKAGI/KNOCK OUT-BLACK スーパーバンタム級王者）と対戦し、判定勝利【2-0】。
2024年4月27日、KNOCK OUT 2024 vol.2で行われたKNOCK OUT-REDスーパーバンタム級タイトルマッチで王者の古村光と再戦し、3R途中に偶然のバッティングで古村が右まぶた、壱が右目尻をカットし激しい出血となり、5Rでまたもバッティングが起こり古村の右目が完全に塞がったため5R28秒で試合終了となり負傷判定勝利【3-0】、王座に返り咲いた。
2024年11月10日、NJKF祭 KICKBOXING JAPAN CUP 1st ROUNDで行われた肘ありのトーナメントであるKICKBOXING JAPAN CUPスーパーバンタム級トーナメント1回戦でNJKFバンタム級王者の嵐と対戦し、判定勝利【3-0】で準決勝に進出。
2024年12月30日、K.O CLIMAX 2024で行われたKICKBOXING JAPAN CUPスーパーバンタム級トーナメント準決勝でイノベーションフェザー級1位の前田大尊と対戦。壱が首相撲からのヒザやヒジでやや優位に立ったものの引き分け判定【1-0】で延長戦に突入、延長戦でより首相撲での勝負の姿勢を鮮明にし、強烈な膝蹴りが前田のボディに炸裂し延長判定勝利【3-0】で決勝へ進出。続く決勝で森岡悠樹と2年1ヶ月ぶりに再戦し、2ラウンドで両者共に2度のダウンを奪うも、森岡の連打で崩れ落ち3ノックダウンで1:55KO負けを喫し雪辱を許す形で準優勝に終わった。

## 戦績
| キックボクシング 戦績 | キックボクシング 戦績 | キックボクシング 戦績 | キックボクシング 戦績 | キックボクシング 戦績 | キックボクシング 戦績 | キックボクシング 戦績 |
| --------------------- | --------------------- | --------------------- | --------------------- | --------------------- | --------------------- | --------------------- |
| 42 試合               | (T)KO                 | 判定                  | その他                | 引き分け              | 無効試合              |                       |
| 31 勝                 | 11                    | 20                    | 0                     | 1                     | 0                     |                       |
| 10 敗                 | 5                     | 5                     | 0                     | 1                     | 0                     |                       |

| 勝敗 | 対戦相手                               | 試合結果                        | 大会名                                                                                               | 開催年月日     |
| ○    | ルー・イーフー［Lu Yifu］              | 2R 2:41 KO                      | ONE FRIDAY FIGHTS 98                                                                                 | 2025年2月28日  |
| ×    | 森岡悠樹                               | 2R 1:56 TKO                     | K.O CLIMAX 2024 【KICKBOXING JAPAN CUP スーパーバンタム級トーナメント・決勝】                        | 2024年12月30日 |
| ○    | 前田大尊                               | 3R終了 判定3-0                  | K.O CLIMAX 2024 【KICKBOXING JAPAN CUP スーパーバンタム級トーナメント・準決勝】                      | 2024年12月30日 |
| ○    | 嵐                                     | 3R終了 判定3-0                  | NJKF祭 KICKBOXING JAPAN CUP 1st ROUND 【KICKBOXING JAPAN CUP スーパーバンタム級トーナメント・1回戦】 | 2024年11月10日 |
| ○    | ファーモンコン･ソー･ウティトラム       | 3R終了 判定3-0                  | MuayThaiOpen 48                                                                                      | 2024年8月24日  |
| ○    | ティムール・チュイコフ                 | 3R終了 判定3-0                  | ONE Friday Nights 71                                                                                 | 2024年7月19日  |
| ○    | チョークディー・PKセンチャイジム       | 3R TKO                          | KNOCK OUT CARNIVAL 2024 SUPER BOUT “BLAZE”                                                           | 2024年6月23日  |
| ○    | 古村光                                 | 5R 0:28 3-0                     | KNOCK OUT 2024 vo.2 【KNOCK OUT-RED スーパーバンタム級タイトルマッチ】                               | 2024年4月27日  |
| ○    | 古木 誠也                              | 3R終了 判定2-0                  | KNOCK OUT 2023 vol.6                                                                                 | 2023年12月9日  |
| ○    | 片島聡                                 | 3R終了 判定3-0                  | KNOCK OUT 2023 vol.5 “RED ZONE”                                                                      | 2023年11月5日  |
| ×    | 古村光                                 | 3R終了 判定1-2                  | KNOCK OUT 2023 vol.3 【KNOCK OUT-RED スーパーバンタム級タイトルマッチ】                              | 2023年8月6日   |
| ×    | 響波                                   | 3R TKO                          | KNOCK OUT 2023 SUPER BOUT “BLAZE”                                                                    | 2023年3月5日   |
| ○    | 森岡悠樹                               | 3R終了 判定3-0                  | KNOCK OUT 2022 vol.7 【第2代KNOCK OUT-RED スーパーバンタム級王座決定トーナメント・決勝】             | 2022年11月19日 |
| ○    | 大野貴志                               | 3R終了 判定3-0                  | KNOCK OUT 2022 vol.5 【第2代KNOCK OUT-RED スーパーバンタム級王座決定トーナメント・準決勝】           | 2022年9月23日  |
| ○    | 海老原竜ニ                             | TKO 3R 0:42 ※レフェリーストップ | KNOCK OUT 2022 vol.4                                                                                 | 2022年7月23日  |
| ×    | 加藤有吾                               | 3R 2:42 KO                      | JAPAN KICKBOXING INNOVATION 認定 第8回 岡山ジム主催興行                                              | 2022年3月13日  |
| ○    | 横野洋                                 | 2R 2:22 KO                      | KNOCK OUT 2022 vol.1                                                                                 | 2022年1月22日  |
| ×    | 小笠原瑛作                             | 3R終了 判定3-0                  | KNOCK OUT 2021 vol.6 【KNOCK OUT-RED スーパーバンタム級タイトルマッチ】                              | 2021年11月28日 |
| ○    | 森岡悠樹                               | 3-0【判定勝ち】                 | KNOCK OUT-EX vol.3 ～RED FIGHT～                                                                     | 2021年8月23日  |
| ○    | 古村光                                 | 3R終了 判定3-0                  | KNOCK OUT～The REBORN～                                                                              | 2021年3月13日  |
| ×    | 加藤有吾                               | 3R終了 判定3-0                  | JAPAN KICKBOXING INNOVATION 認定 第7回岡山ジム主催興行                                               | 2021年1月17日  |
| ○    | 岩浪悠弥                               | 3R終了 判定3-0                  | JAPAN KICKBOXING INNOVATION 認定 第7回岡山ジム主催興行                                               | 2021年1月17日  |
| ○    | 鈴木貫太                               | 3R終了 判定3-0                  | Rebels68                                                                                             | 2020年12月6日  |
| ×    | 小笠原瑛作                             | 1R 1:37 (右フック)              | KNOCK OUT CHAMPIONSHIP.2                                                                             | 2020年9月13日  |
| ×    | ルアントモコン・アユタヤファイトジム   | ユナニマス判定3-0               | ルンピニースタジアム                                                                                 | 2020年2月14日  |
| ×    | 岩浪悠弥                               | 1R 1:15 ※3ノックダウン          | MuaythaiOpen47 【ルンピニージャパン＆MuayThaiOpenバンタム級王座統一戦】                              | 2019年12月1日  |
| ○    | HIROYUKI                               | 3R終了 判定3-0                  | KNOCK OUT 2019 BEAKING DAWN                                                                          | 2019年11月1日  |
| ○    | 誓                                     | TKO 3R 2:18 ※ドクターストップ   | MuayThaiOpen46                                                                                       | 2019年9月29日  |
| ○    | 炎出丸                                 | 3R終了 判定3-0                  | K.O CLIMAX 2019 SUMMER KICK FEVER                                                                    | 2019年8月18日  |
| ○    | ミインクワン・チュンクゥエージム       | 2R KO                           | MuaythaiOpen45                                                                                       | 2019年7月28日  |
| ○    | 宮坂圭介                               | 判定勝ち【3-0】                 | SukWanKingThong                                                                                      | 2019年6月12日  |
| ○    | JIRO                                   | 判定勝ち【3-0】                 | Rebels.60                                                                                            | 2019年4月20日  |
| △    | アンポン・ムーピンガロイ・ジュンボイエ | 判定1-1ドロー                   | MuaythaiOpen44                                                                                       | 2019年2月24日  |
| ○    | ファエドムェン・シッソールオッテリャガ | 2R【KO勝ち】                    | ルンピニースタジアム                                                                                 | 2019年1月26日  |
| ○    | 平松侑                                 | TKO 3R 0:34 レフェリーストップ  | Japan Kickboxing Innovation 認定 第5回岡山ジム主催興行                                               | 2018年12月16日 |
| ○    | 小嶋勇貴                               | 判定勝ち【3-0】                 | MuaythaiOpen43 【ルンピニージャパン・バンタム級タイトルマッチ】                                      | 2018年11月25日 |
| ○    | 吉田健一郎                             | TKO 3R 0:54 3ノックダウン       | BOM19 – The Battle Of Muay Thai 19                                                                   | 2018年10月14日 |
| ○    | 志賀将大                               | 判定勝ち【3-0】                 | 蹴拳CONNECT                                                                                          | 2018年9月2日   |
| ○    | 渡辺亮                                 | KO 1R 1:45 ※パンチ連打          | MuaythaiOpen42                                                                                       | 2018年7月22日  |
| ○    | 伊豆川雄之佑                           | 3R【KO勝ち】                    | MuaythaiOpen41                                                                                       | 2018年4月30日  |
| ○    | 村井雄誠                               | 判定勝ち【3-0】                 | M-ONE 4.1                                                                                            | 2018年4月1日   |
| ×    | 角谷祐介                               | 判定負け【0-3】                 | MuaythaiOpen40                                                                                       | 2017年11月27日 |

## 獲得タイトル
- ルンピニージャパンバンタム級王座（2018年）
- 第2代KNOCK OUT-RED スーパーバンタム級王座（2022年）
- 第4代KNOCK OUT-RED スーパーバンタム級王座（2024年）
- KICKBOXING JAPAN CUPスーパーバンタム級トーナメント 準優勝（2024年）